# Anni ribelli
Anni ribelli è un film del 1994 diretto da Rosalía Polizzi.

## Trama
1955. Durante la caduta del regime peronista, Laura è la giovane figlia di un severo sarto, emigrato a Buenos Aires dalla natia Sicilia. Innamoratasi di un giovane avvocato di idee liberali, Laura comincia a scoprire il mondo proprio mentre il padre si ammala gravemente. L'uomo morirà di lì a poco senza che la figlia gli presti assistenza.

## Riconoscimenti
- 1994 - 51ª Mostra internazionale d'arte cinematografica di Venezia
  - Premio Amidei alla migliore opera prima italiana[1]
- 1994 - Grolla d'oro
  - Migliore interprete rivelazione ad Alessandra Acciai
- 1997 - Asociación de Cronistas Cinematográficos de la Argentina
  - Premio Cóndor de Plata a Leticia Brédice